# Apis mellifera sahariensis
La abeja del Sahara (Apis mellifera sahariensis) es una subespecie de abeja doméstica que ocupa los oasis de Marruecos y Argelia, siendo más amarilla y dócil. A. I. Root indica que esta subespecie hace frente a pocos depredadores con excepción de seres humanos y es por lo tanto muy apacible. Por otra parte, debido a la baja densidad del néctar producido por la vegetación alrededor de los oasis que coloniza, ella busca alimento hasta ocho kilómetros de distancia de la colmena, mucho más lejos que subespecie de regiones menos áridas. Otras autoridades dicen que mientras que las colonias de esta especie no tienen un alto comportamiento de defensa cuando sus colmenas se abren para ser inspeccionadas, sin embargo son, altamente nerviosas. 